# Mémorial ACTe
Pour les articles homonymes, voir Acte.
Le Mémorial ACTe ou « Centre caribéen d'expressions et de mémoire de la Traite et de l'Esclavage » est un mémorial. Il est situé dans la rade du port de Pointe-à-Pitre, en  Guadeloupe, sur le site de l'ancienne habitation Darboussier.
Initié par le président du conseil régional Victorin Lurel et le Conseil régional de la Guadeloupe sur proposition du Comité international des peuples noirs (CIPN), le Mémorial ACTe se veut un lieu dédié à la mémoire collective de l'esclavage et de la traite ouvert sur le monde contemporain. Le Mémorial ACTe se décrit comme le plus ambitieux lieu de mémoire jamais dédié à l'esclavage.

## Historique

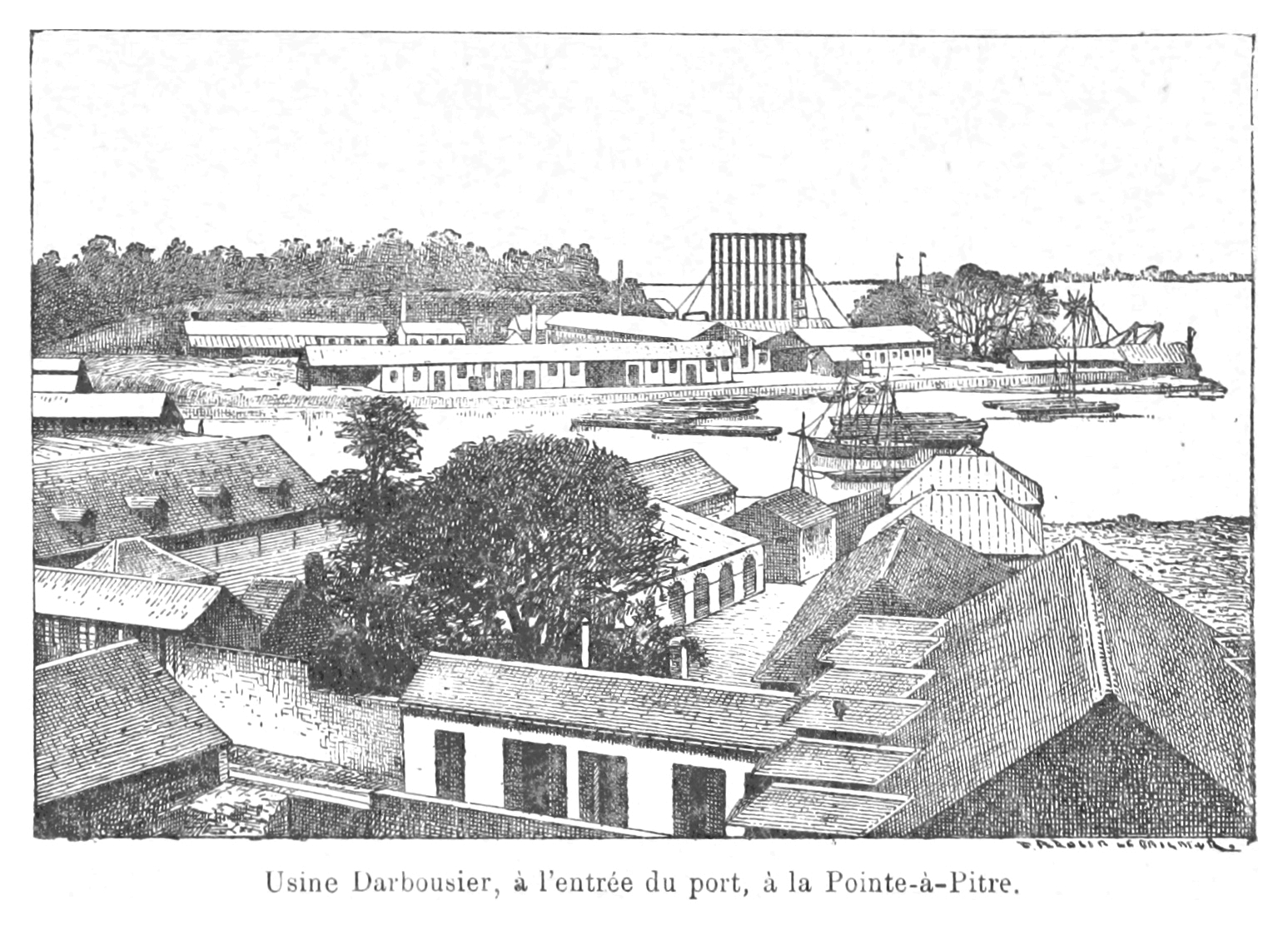
Vue de l'usine sucrière Darboussier à l'emplacement du mémorial, vers 1890.

Le Mémorial ACTe est né sous l'impulsion du « Comité international des peuples noirs », mouvement indépendantiste, et s'est concrétisé sous l'égide de la région Guadeloupe. L'idée d'un « musée caribéen de l'esclavage et de la traite négrière » apparaît dès 1998. En 2007, le président Jacques Chirac confie à l'écrivain Édouard Glissant une mission en vue de la création d'un Centre national consacré à la traite et à l’esclavage, qu'il envisage d'établir à Paris. L'idée est abandonnée par le président Nicolas Sarkozy, opposé à l'idée de repentance. La création du Mémorial ACTe figure en tête des mesures pour l'outre-mer du candidat François Hollande, avec financement partiel de l'État français,,.
Le 26 octobre 2004, le président du conseil régional Victorin Lurel propose de créer un mémorial sur la traite et l'esclavage. En 2005, le comité scientifique est créé, afin de préciser les contours du projet scientifique sous l'autorité du professeur Jacques Adélaïde-Merlande. Le projet est validé en mai 2007 par le comité scientifique, le Comité de pilotage et l’Assemblée Régionale.
En juin 2007, un concours de maîtrise d'œuvre pour la construction du mémorial est lancé et en janvier 2008, l'atelier guadeloupéen d'architecture BMC (Berthelot/Mocka Célestine) est désigné parmi 27 candidatures.
Le 27 mai 2008, en mémoire du décret d'abolition de l'esclavage du 27 avril 1848, la première pierre est symboliquement posée à l’emplacement de l'ancienne usine sucrière Darboussier où le travail forcé existe toujours au XIXe siècle,. Initialement, le mémorial devait être inauguré en mai 2013, mais la construction a pris du retard et les travaux se terminent seulement en 2015.
À l'occasion de la commémoration nationale de l'abolition de l'esclavage, le président de la République François Hollande inaugure le Mémorial le 10 mai 2015, en présence des chefs d'État Michel Martelly d'Haïti, Macky Sall du Sénégal, Ibrahim Boubacar Keïta du Mali et Thomas Boni Yayi du Bénin.
Le 27 mai 2015, à l'occasion de la commémoration de l'abolition de l'esclavage en Guadeloupe, un week-end mémorial se déroule sur l'esplanade du Mémorial ACTe. L'ouverture au public des expositions a lieu le 7 juillet 2015.
Le 3 août 2019, Le Mémorial ACTe devient un établissement public de coopération culturelle (EPCC).

### Liste des présidents et directeurs généraux
- Jacques Martial (15 juin 2015-2 août 2019)[12].
- Laurella Yssap-Rinçon (septembre 2019- août 2024)[13]
- Raphaêl Lapin - Président du conseil d'administration  (depuis août 2024)
- Isabelle Vestris - Directrice générale (depuis le 12 décembre 2024)

## Prix
- Le Mémorial ACTe a été deuxième aux Seatrade Cruise Awards dans la catégorie « Meilleure destination de l’année 2015 », Hambourg (Allemagne) – 9 septembre 2015
- Le MACTe a obtenu le prix spécial « Worldwide category – Highly commended » le 1er novembre 2015, lors du British Guild of Travel Writers (BGTW)[14].
- Le Mémorial ACTe a remporté la catégorie « Outstanding Heritage Site » aux African Diaspora World Tourism (ADWT) awards 2016 (Atlanta, États-Unis)[15].
- Le Prix du musée 2017 du Conseil de l’Europe est décerné au Mémorial ACTe le 9 décembre 2016[16].

## Présentation

Le mémorial ACTe.

Le visiteur du mémorial découvre à travers 6 archipels comportant 39 îles, l'esclavage de l'Antiquité jusqu'à nos jours.
Le Mémorial ACTe est non seulement un mémorial mais aussi un musée, un centre d'arts vivants et de congrès. Il est « un outil didactique encourageant la connaissance de ce passé longtemps occulté. »
Il se veut un « centre d’interprétation, d’expression et de recherche témoignant de la traite des esclaves ». Le Mémorial ACTe se définit comme un « lieu de recueillement, d’information, un lieu éducatif pour apprendre une histoire commune à l’humanité » et se présente comme un signal, « un phare culturel ».
Il s'agit du plus ambitieux lieu de mémoire jamais dédié à l'esclavage. Selon le pasteur Jesse Jackson, en visite sur les lieux les 19 et 22 juillet 2015, c'est « le plus complet et le plus abouti au monde » des musées consacrés à ce thème.

## Architecture
Le centre a été conçu par les architectes guadeloupéens Jean-Michel Mocka-Célestine, Pascal Berthelot (BMC), Mikaël Marton et Fabien Doré (Atelier Doré/Marton). Plus de 300 ouvriers guadeloupéens ont participé à la construction du bâtiment.

Les bâtiments totalisent une surface de 7 800 m2 sous une emprise de 1,2 ha.

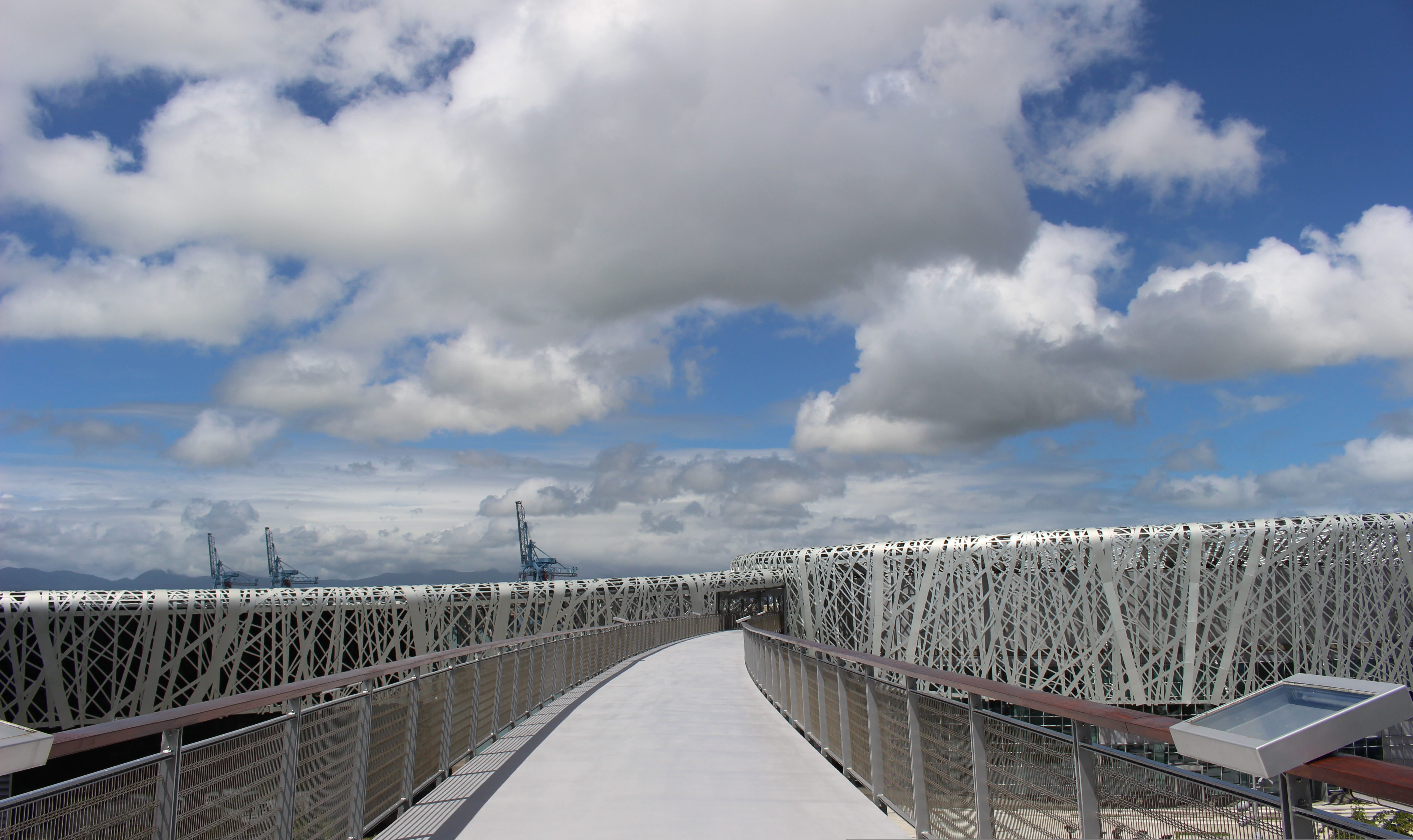
Passerelle du Macte.

Ils abritent 3 pôles : le premier est celui de la connaissance avec une exposition permanente, le deuxième est celui de l'échange et de la diffusion, le troisième est celui du recueillement avec un jardin panoramique sur 2,2 ha nommé le « Morne Mémoire » suspendu relié au mémoriel par une passerelle monumentale de 11,5 mètres de hauteur et de 275 mètres de long.
Cet édifice présente une façade minérale (comme celle du MuCEM de Marseille) avec un entrelacs d'acier argenté recouvrant un granit noir serti d'éclats de quartz.
L'architecture du bâtiment repose sur le concept de racines d’argent sur une boîte noire : Les racines d’argents qui surmontent le bâtiment représentent les millions d’âmes disparues accrochées à une boite noire. Ces racines font référence à celles du figuier maudit, qui prospère en enserrant des ruines, les protégeant ainsi de l'anéantissement. Ces racines sont en effet devenus « une résille qui protège un écrin mais permet de se projeter dans le futur », explique Pascal Berthelot. Ces racines invoquent donc la quête des origines et suggèrent ainsi un élan, une croissance, un mouvement pour rayonner sur le monde. En protégeant la boîte noire, elles sont la garante de la mémoire. La boîte noire abrite l’exposition permanente et représente ainsi le socle renfermant la richesse que constitue la connaissance du passé et sur lequel se construit en partie la mémoire collective. La façade noire quartzée de cette boite est un hommage aux victimes de la traite et de l’esclavage, la constellation quartzée représentant les millions d’âmes disparues.

## Controverse
Le coût du Mémorial ACTe s'élevant à 83 millions d'euros, la durée du chantier et le retour sur investissement alors que l'île est confrontée à un fort taux de chômage des jeunes, entraînent une polémique et des discussions. L'initiateur du projet, Victorin Lurel, reconnait une part de risque et l'assume. Des dérives et des irrégularités sont relevées dans la gestion du projet par la Cour des comptes dans son rapport de 2019.
Toutefois, ce bâtiment doit permettre de renforcer l'attrait touristique de la Guadeloupe.

## Musique
Memorial Acte I & II est le titre d'une pièce de musique composée par Maxime Lenik, dit XEUM, écrite pour l'inauguration du Memorial ACTe. Elle est interprétée avec Yorrick Troman, au violon[réf. nécessaire].